# الونتی
الونتی (به لاتین: Elonty) یک منطقهٔ مسکونی در ماداگاسکار است که در بخش آمبوآساری سود واقع شده‌است. الونتی ۱٬۱۵۰ کیلومتر مربع مساحت و ۸٬۰۰۰ نفر جمعیت دارد و ۳۴۸ متر بالاتر از سطح دریا واقع شده‌است.